# Брютон (Алабама)
Брютон (англ. Brewton) — місто (англ. city) в США, в окрузі Ескамбія штату Алабама. Населення — 5276 осіб (2020).

## Географія
Брютон розташований за координатами 31°6′33″ пн. ш. 87°4′36″ зх. д. / 31.10917° пн. ш. 87.07667° зх. д. (31.109175, -87.076583).  За даними Бюро перепису населення США в 2010 році місто мало площу 29,63 км², з яких 29,02 км² — суходіл та 0,61 км² — водойми.

### Клімат
| Клімат : Брютон                       | Клімат : Брютон | Клімат : Брютон | Клімат : Брютон | Клімат : Брютон | Клімат : Брютон | Клімат : Брютон | Клімат : Брютон | Клімат : Брютон | Клімат : Брютон | Клімат : Брютон | Клімат : Брютон | Клімат : Брютон | Клімат : Брютон |
| Показник                              | Січ.            | Лют.            | Бер.            | Квіт.           | Трав.           | Черв.           | Лип.            | Серп.           | Вер.            | Жовт.           | Лист.           | Груд.           | Рік             |
| Абсолютний максимум, °C               | 30,6            | 35,6            | 32,8            | 35,0            | 37,8            | 42,8            | 41,1            | 40,0            | 38,9            | 36,7            | 31,7            | 28,9            | 42,8            |
| Середній максимум, °C                 | 16,4            | 18,6            | 22,5            | 25,9            | 29,5            | 32,1            | 33,1            | 32,8            | 30,6            | 26,3            | 21,9            | 17,5            | 25,6            |
| Середній мінімум, °C                  | 2,1             | 3,6             | 6,6             | 9,8             | 14,7            | 18,9            | 20,7            | 20,7            | 17,6            | 11,1            | 6,1             | 3,2             | 11,3            |
| Абсолютний мінімум, °C                | −16,1           | −11,7           | −12,2           | −3,9            | 1,1             | 4,4             | 12,8            | 11,7            | 0,0             | −6,1            | −9,4            | −13,9           | −16,1           |
| Норма опадів, мм                      | 150             | 138             | 159             | 119             | 123             | 150             | 169             | 160             | 146             | 95              | 134             | 121             | 1665            |
| Днів з опадами                        | 8,5             | 7,6             | 7,0             | 5,8             | 7,4             | 10,0            | 11,7            | 11,2            | 7,6             | 5,4             | 6,5             | 7,4             | 96,1            |
| ------------------------------------- | --------------- | --------------- | --------------- | --------------- | --------------- | --------------- | --------------- | --------------- | --------------- | --------------- | --------------- | --------------- | --------------- |
| Джерело: NOAA (extremes 1926–present) |                 |                 |                 |                 |                 |                 |                 |                 |                 |                 |                 |                 |                 |

## Демографія

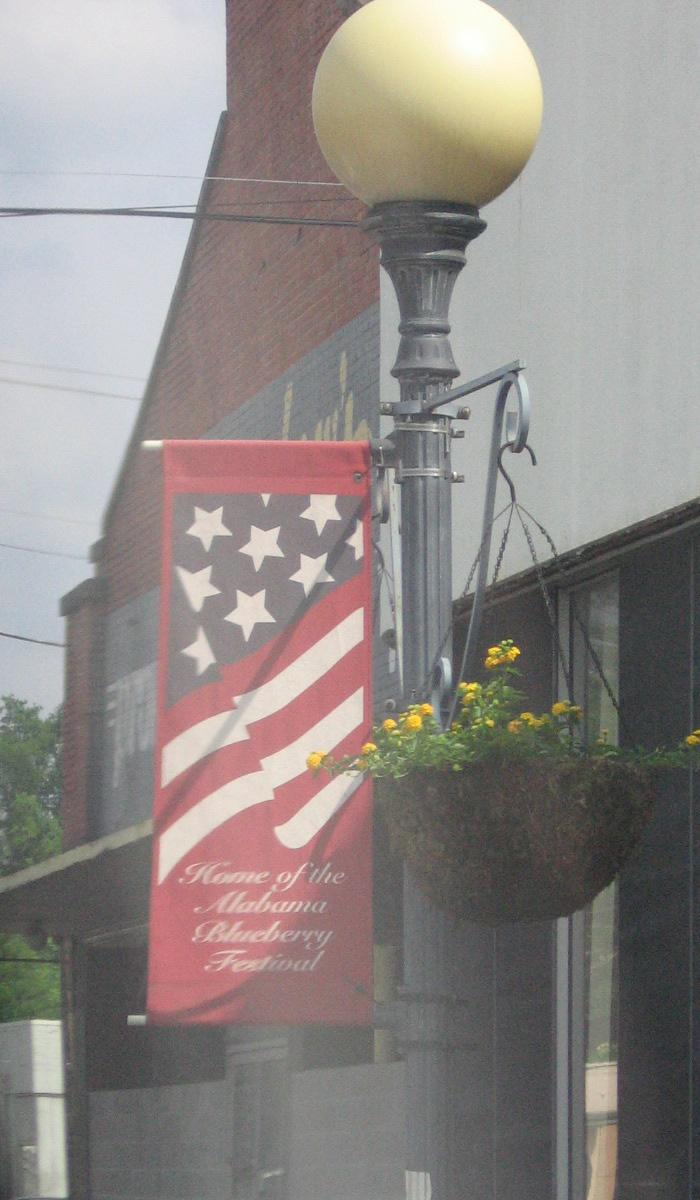
Вуличний банер Алабамського чорничного фестивалю в Брютоні

Згідно з переписом 2010 року, у місті мешкало 5408 осіб у 2171 домогосподарстві у складі 1412 родин. Густота населення становила 183 особи/км².  Було 2522 помешкання (85/км²).
Расовий склад населення:
| - 54,1 % — білих - 42,6 % — чорних або афроамериканців - 0,7 % — корінних американців - 0,4 % — азіатів - 0,1 % — вихідців з тихоокеанських островів - 1,1 % — осіб інших рас |

До двох чи більше рас належало 1,0 %. Частка іспаномовних становила 2,2 % від усіх жителів.
За віковим діапазоном населення розподілялося таким чином: 22,7 % — особи молодші 18 років, 58,1 % — особи у віці 18—64 років, 19,2 % — особи у віці 65 років та старші. Медіана віку мешканця становила 42,4 року. На 100 осіб жіночої статі у місті припадало 86,2 чоловіків;  на 100 жінок у віці від 18 років та старших — 83,3 чоловіків також старших 18 років.
Середній дохід на одне домашнє господарство  становив 45 264 долари США (медіана — 31 033), а середній дохід на одну сім'ю — 52 710 доларів (медіана — 35 776). Медіана доходів становила 41 578 доларів для чоловіків та 22 347 доларів для жінок. За межею бідності перебувало 27,8 % осіб, у тому числі 36,9 % дітей у віці до 18 років та 27,1 % осіб у віці 65 років та старших.
Цивільне працевлаштоване населення становило 1835 осіб. Основні галузі зайнятості: освіта, охорона здоров'я та соціальна допомога — 25,1 %, виробництво — 19,1 %, роздрібна торгівля — 12,4 %, публічна адміністрація — 8,8 %.